# ستاره رشته اصلی نوع کا
ستاره رشته اصلی نوع کا (انگلیسی: K-type main-sequence star) که به عنوان کوتوله نوع K یا کوتوله نارنجی نیز شناخته می‌شود، یک ستار یرشته اصلی (هیدروژن سوز) از نوع طیفی K و کلاس درخشندگی V است. این ستارگان از نظر اندازه متوسط هستند. ستاره‌های دنباله اصلی نوع M قرمز ("کوتوله‌های قرمز") و ستارگان دنباله اصلی نوع G زرد/سفید هستند. جرم آنها بین ۰٫۶ تا ۰٫۹ برابر جرم خورشید و دمای سطح آنها بین ۳۹۰۰ تا ۵۳۰۰ کلوین است. این ستارگان به دلیل پایداری و دیرپایی طولانی، در جستجوی حیات فرازمینی از علاقه خاصی برخوردار هستند. بسیاری از این ستارگان دنباله اصلی را ترک نکرده‌اند زیرا جرم کم آنها به این معنی است که تا ۷۰ میلیارد سال در دنباله اصلی باقی می‌مانند، مدت زمانی بسیار بزرگتر از زمانی که جهان وجود داشته است (۱۳٫۷ میلیارد سال). نمونه‌های معروف عبارتند از Alpha Centauri B (K1 V) و Epsilon Indi (K5 V).